# Christoph Schlagbauer
Christoph Schlagbauer (* 11. September 1989 in Graz) ist ein österreichischer Triathlet und Staatsmeister Wintertriathlon (2017).

## Werdegang
Christoph Schlagbauer betreibt Triathlon seit 2011.

### Ironman Hawaii 2013
Im Juni 2013 startete er beim Ironman Austria erstmals auf der Ironman-Distanz (3,86 km Schwimmen, 180,2 km Radfahren und 42,195 km Laufen), er gewann die Altersklasse 18–24 und war damit qualifiziert für die Ironman World Championships auf Hawaii.

Beim Ironman Hawaii erreichte der damals 24-Jährige 2013 als 61. Athlet das Ziel und holte in seiner Altersklasse Silber.
Schlagbauer startet seit 2014 als Profi-Athlet und er ist im ÖTRV Nationalteam Winter-Triathlon.
Im März 2017 holte sie sich den Staatsmeister-Titel im Wintertriathlon.

Im August wurde er Dritter bei der Staatsmeisterschaft Cross-Triathlon und im September in Deutschlandsberg auch Dritter bei der Duathlon-Staatsmeisterschaft.
Im Mai 2018 gewann Christoph Schlagbauer auf der Mitteldistanz den Apfelland-Triathlon.
Im Februar 2019 belegte der damals 29-Jährige in Italien als zweitbester Österreicher den 24. Rang bei der Weltmeisterschaft Wintertriathlon (8 km Laufen, 12 km MTB und 10,5 km Skilanglauf).
Seit 2020 startet er im neuen OMNi-BiOTiC POWER-Triathlon-Team.
Im Juli 2020 startete er als einziger Solo-Athlet im „Jagdrennen“ in Podersdorf.
Im August 2021 gewann der 31-Jährige die Erstaustragung des Ironman 70.3 Graz.
Christoph Schlagbauer lebt in Haselbach bei Weiz.

## Sportliche Erfolge
| Datum/Jahr    | Rang | Wettbewerb                     | Austragungsort  | Zeit        | Bemerkung                                                                     |
| ------------- | ---- | ------------------------------ | --------------- | ----------- | ----------------------------------------------------------------------------- |
| 15. Aug. 2021 | 1    | Ironman 70.3 Graz              | Graz            | 03:59:55    | Sieger der Erstaustragung                                                     |
| 12. März 2021 | 30   | Ironman 70.3 Dubai             | Dubai           | 03:47       |                                                                               |
| 26. Mai 2018  | 1    | Apfelland-Triathlon            | Stubenbergsee   | 04:02:19    | Mitteldistanz, steirische Meisterschaft                                       |
| Juli 2014     | 3    | Trumer Triathlon               | Obertrum am See | 04:22:25,01 |                                                                               |
| Apr. 2014     | 2    | Triathlon de Portocolom        | Portocolom      |             | auf der Kurzdistanz (500 m Schwimmen, 50 km Radfahren und 5 km Laufen)        |
| 18. Mai 2013  | 3    | Vienna City Triathlon          | Wien            |             | Halb- oder Mitteldistanz (1,9 km Schwimmen, 90 km Radfahren und 20 km Laufen) |
| 12. Aug. 2012 | 27   | Ironman 70.3 Germany           | Wiesbaden       |             | Zweiter in der AK 18–24 bei der Ironman 70.3 European Championship            |
| 25. Sep. 2011 | 27   | Ironman 70.3 Pays d’Aix France | Aix-en-Provence | 04:16:49    | bei der Erstaustragung                                                        |

| Datum/Jahr    | Rang | Wettbewerb                                     | Austragungsort | Zeit     | Bemerkung                                                                                 |
| ------------- | ---- | ---------------------------------------------- | -------------- | -------- | ----------------------------------------------------------------------------------------- |
| 19. Juli 2020 |      | OMNi-BiOTiC Austria-Triathlon                  | Podersdorf     | 08:39    | Austragung als „Jagdrennen“ auf der Strecke des Austria-Triathlon                         |
| 2. Sep. 2017  | DNF  | ÖTRV Staatsmeisterschaft Triathlon Langdistanz | Podersdorf     | –        | Rennabbruch beim Austria-Triathlon                                                        |
| 12. Okt. 2013 | 61   | Ironman Hawaii                                 | Hawaii         | 09:03:22 | Zweiter in der Altersklasse M18–24                                                        |
| 30. Juni 2013 | 61   | Ironman Austria                                | Klagenfurt     | 09:13:42 | Sieger der AK 18–24 und damit qualifiziert für die Ironman World Championships auf Hawaii |

| Datum/Jahr   | Rang | Wettbewerb                               | Austragungsort        | Zeit | Bemerkung |
| ------------ | ---- | ---------------------------------------- | --------------------- | ---- | --- |
| 5. Aug. 2017 | 3    | ÖTRV Staatsmeisterschaft Cross-Triathlon | Berndorf bei Salzburg |      | Staatsmeisterschaft Cross-Triathlon im Rahmen des X-Triathlons (1 km Schwimmen, 24 km Mountainbike und 9 km Laufen) |

| Datum/Jahr    | Rang | Wettbewerb                               | Austragungsort | Zeit     | Bemerkung                                             |
| ------------- | ---- | ---------------------------------------- | -------------- | -------- | ----------------------------------------------------- |
| 9. Feb. 2019  | 24   | ITU Winter Triathlon World Championships | Asiago         | 01:37:10 | 8 km Laufen, 12 km MTB und 10,5 km Skilanglauf        |
| 19. März 2017 | 1    | ÖTRV Staatsmeisterschaft Wintertriathlon | Villach        | 01:08:34 | 7 km Crosslauf, 12 km Mountainbike und 10 km Langlauf |

| Datum/Jahr    | Rang | Wettbewerb                        | Austragungsort   | Zeit     | Bemerkung                    |
| ------------- | ---- | --------------------------------- | ---------------- | -------- | ---------------------------- |
| 17. Sep. 2017 | 3    | ÖTRV Staatsmeisterschaft Duathlon | Deutschlandsberg | 01:28:51 | Duathlon-Staatsmeisterschaft |

| Datum/Jahr    | Rang | Wettbewerb         | Austragungsort | Zeit     | Bemerkung |
| ------------- | ---- | ------------------ | -------------- | -------- | --------- |
| 31. Dez. 2019 | 1    | Silvesterlauf Graz | Graz           | 00:15:38 | 4,9 km    |

(DNF – Did Not Finish)